# Jacksonville Jaguars 1997
La stagione 1997 dei Jacksonville Jaguars è stata la 3ª della franchigia nella National Football League.

## Scelte nel Draft 1997
| Giro | Scelta | Giocatore      | Ruolo            | College            |
| ---- | ------ | -------------- | ---------------- | ------------------ |
| 1    | 21     | Renaldo Wynn   | Defensive tackle | Notre Dame         |
| 2    | 50     | Mike Logan     | Cornerback       | West Virginia      |
| 3    | 79     | James Hamilton | Linebacker       | North Carolina     |
| 4    | 114    | Seth Payne     | Defensive tackle | Cornell University |
| 5    | 147    | Damon Jones    | Tight end        | Southern Illinois  |
| 6    | 184    | Daimon Shelton | Running back     | Sacramento State   |
| 7    | 221    | Jon Hesse      | Linebacker       | Nebraska           |

## Calendario

### Stagione regolare
| Stagione regolare |                    |                        |                    |                    |                    |
| Turno             | Data               | Avversario             | Risultato          | TV Ora             | Pubblico           |
| 1                 | 31/8/1997          | at Baltimore Ravens    | V 28–27            | NBC 4:15pm         | 61,018             |
| 2                 | 7/9/1997           | New York Giants        | V 40–13            | FOX 4:15pm         | 70,581             |
| 3                 | Settimana di pausa | Settimana di pausa     | Settimana di pausa | Settimana di pausa | Settimana di pausa |
| 4                 | 22/9/1997          | Pittsburgh Steelers    | V 30–21            | ABC 9:00pm         | 73,016             |
| 5                 | 28/9/1997          | at Washington Redskins | S 24–12            | NBC 1:00pm         | 74,421             |
| 6                 | 5/10/1997          | Cincinnati Bengals     | V 21–13            | NBC 1:00pm         | 67,128             |
| 7                 | 12/10/1997         | Philadelphia Eagles    | V 38–21            | FOX 1:00pm         | 69,150             |
| 8                 | 19/10/1997         | at Dallas Cowboys      | S 26–22            | NBC 1:00pm         | 64,464             |
| 9                 | 26/10/1997         | at Pittsburgh Steelers | S 23–17 (DTS)      | NBC 4:15pm         | 57,011             |
| 10                | 2/11/1997          | at Tennessee Oilers    | V 30–24            | NBC 4:15pm         | 27,208             |
| 11                | 9/11/1997          | Kansas City Chiefs     | V 24–10            | NBC 1:00pm         | 70,444             |
| 12                | 16/11/1997         | Tennessee Oilers       | V 17–9             | NBC 1:00pm         | 70,070             |
| 13                | 23/11/1997         | at Cincinnati Bengals  | S 31–26            | NBC 1:00pm         | 55,158             |
| 14                | 30/11/1997         | Baltimore Ravens       | V 29–27            | NBC 1:00pm         | 63,712             |
| 15                | 7/12/1997          | New England Patriots   | S 26–20            | NBC 1:00pm         | 73,446             |
| 16                | 14/12/1997         | at Buffalo Bills       | V 20–14            | NBC 1:00pm         | 41,231             |
| 17                | 21/12/1997         | at Oakland Raiders     | V 20–9             | NBC 4:15pm         | 40,032             |

### Playoff
| Playoff   |            |                   |           |          |
| Turno     | Data       | Avversario        | Risultato | Pubblico |
| Wild card | 27/12/1997 | at Denver Broncos | S 42–17   | 74,481   |

## Classifiche
| AFC Central              | AFC Central | AFC Central | AFC Central | AFC Central | AFC Central | AFC Central | AFC Central |
|                          | V           | S           | P           | %           | PF          | PS          | Str.        |
| ------------------------ | ----------- | ----------- | ----------- | ----------- | ----------- | ----------- | ----------- |
| (2) Pittsburgh Steelers  | 11          | 5           | 0           | .688        | 372         | 307         | S1          |
| (5) Jacksonville Jaguars | 11          | 5           | 0           | .688        | 394         | 318         | V2          |
| Tennessee Oilers         | 8           | 8           | 0           | .500        | 333         | 310         | V1          |
| Cincinnati Bengals       | 7           | 9           | 0           | .438        | 355         | 405         | V3          |
| Baltimore Ravens         | 6           | 9           | 1           | .406        | 326         | 345         | S1          |